# Killuminati 2K11
Albums de Outlawz
Killuminati 2K10
(2010) Perfect Timing
(2011)
Killuminati 2K11 est une mixtape du groupe Outlawz, sortie le 14 juillet 2011.

## Liste des titres
| No  | Titre                                                 | Durée |
| --- | ----------------------------------------------------- | ----- |
| 1.  | One Way (featuring Chamillionaire)                    | 4:42  |
| 2.  | Brand New (Pimp C Dedication)                         | 4:23  |
| 3.  | O4L                                                   | 3:21  |
| 4.  | Blow My High (featuring Trae The Truth et Young Buck) | 4:33  |
| 5.  | Cocaine (featuring Aktual et Tony Atlanta)            | 4:41  |
| 6.  | Late Night Shift (featuring Tey Martel)               | 4:59  |
| 7.  | Back Again                                            | 3:02  |
| 8.  | Spirit of an Outlaw                                   | 4:35  |
| 9.  | Outlaw Culture (featuring Kastro)                     | 4:02  |
| 10. | Bounce                                                | 4:30  |
| 11. | Tha Corner (featuring Lowkey)                         | 3:53  |
| 12. | Dedication (featuring Maserati Rick)                  | 3:38  |
| 13. | From the Bottom (Part 2)                              | 3:29  |
| 14. | Tupac Back (G-Mix) (featuring Rick Ross et 2Pac)      | 4:50  |

| 15. | What Am I Supposed to Do        | 3:38 |
| 16. | Black Rose (featuring Kastro)   | 3:50 |
| 17. | Workin' Girl (featuring Aktual) | 4:35 |
| 18. | Alright Wit Me (featuring Sky)  | 4:33 |